# 暗転エピローグ
『暗転エピローグ』（あんてんエピローグ）は、原作・生田善子、作画・パイン、キャラクターデザイン・Tivによる日本の漫画作品、およびそれを原作としたメディアミックス作品。『電撃マオウ』（KADOKAWA アスキー・メディアワークス）にて、2018年2月号から2020年1月号まで、第1部が連載された。第2部の連載開始時期は未定。既刊2巻。略称は「あんエピ」。
「高校演劇応援プロジェクト」として、2015年頃に始動した。埼玉県所沢市が舞台であり、コミックス1巻の帯で「埼玉県所沢市役所&全国高等学校演劇協議会 大協力コミック！」と紹介されている。
2019年に舞台化されている。

## 登場人物
声はゲーム『ヘルプ!!!～恋が丘学園おたすけ部～』とのコラボイベントに際して設定された担当声優、演は舞台化に際して設定された担当俳優を示す。
いちか
声 - 野口衣織 / 演 - 会沢紗弥

にな
声 - 釘宮理恵 / 演 - 野口真緒

さんちゃん
声 - 早見沙織 / 演 - 宮島小百合

しー
声 - 生田善子 / 演 - 生田善子

ふぁい
声 - 斎賀みつき / 演 - 楓

## 書誌情報
- パイン『暗転エピローグ』 KADOKAWA〈電撃コミックスNEXT〉、既刊2巻（2019年12月27日現在）
  - 第1部
    1. 2018年11月27日発売、ISBN 978-4-04-893993-5
    2. 2019年12月27日発売、ISBN 978-4-04-912932-8

## ラジオ
文化放送・超!A&Gにて、「暗転モノローグ～もし声優生田善子が高校演劇漫画の原作者をやったら～」のタイトルで2018年4月7日から、2019年1月5日まで配信された。パーソナリティは原作・しー役の生田善子。

## 舞台
「舞台『暗転エピローグ』～高校演劇プロジェクト～」のタイトルで、2019年8月15日～18日に中目黒キンケロシアターにて上演。
スタッフ
- 原作 - 生田善子
- 脚本 - 守山カオリ（Bobjack Theater）
- 演出 - 扇田賢（Bobjack Theater）
- プロデューサー - 関智寛
- 主催 - 株式会社グルーヴ

テーマソング「違う明日へ」
作詞 - 生田善子 / 作曲・編曲 - 田口囁一
2019年10月14日開催のアニ玉祭にてCDが限定販売されたが、午後1時40分の販売開始からわずか数分ほどで完売した。

## コラボレーション
ヘルプ!!!～恋が丘学園おたすけ部～
iOS / Android用アプリゲーム。
2018年11月14日から2019年2月28日までの期間に、本作とのコラボを実施。本作のキャラクターが登場した。本作のキャラクターボイスは本コラボに際して初めて設定された。